# 69 (عدد)
69 (تسعة وستون) هو عدد طبيعي يلي العدد 68 ويسبق العدد 70.